# Saison 2018-2019 du Gazélec Football Club Ajaccio
Dernière mise à jour : 19 décembre 2017.
Chronologie
Saison précédente Saison suivante
La saison 2018-2019 du GFC Ajaccio, club de football français, voit le club évoluer en Ligue 2.

## Compétitions

### Ligue 2

#### Résultats
| Journée    | Date     | Horaire | Domicile               | Résultat | Extérieur              | Buteurs du GFC Ajaccio | Buteurs adverse                               |
| ---------- | -------- | ------- | ---------------------- | -------- | ---------------------- | ---------------------- | --------------------------------------------- |
| Journée 1  | 27/07/18 | 20h00   | GFC Ajaccio            | 1 - 1    | Paris FC               | Blayac                 | Nomenjanahary                                 |
| Journée 2  | 03/08/18 | 20h00   | AJ Auxerre             | 2 - 3    | GFC Ajaccio            | Armand · Roye          | Fomba · Philippoteaux                         |
| Journée 3  | 10/08/18 | 20h00   | GFC Ajaccio            | 1 - 3    | FC Lorient             | Jobello                | Hamel · Wissa                                 |
| Journée 4  | 17/08/18 | 20h00   | GFC Ajaccio            | 2 - 0    | Grenoble Foot 38       | Armand · Gomis         |                                               |
| Journée 5  | 27/08/18 | 20h45   | Valenciennes FC        | 0 - 0    | GFC Ajaccio            |                        |                                               |
| Journée 6  | 31/08/18 | 20h00   | GFC Ajaccio            | 2 - 1    | Red Star FC            | Armand · Guidi         | Baradji                                       |
| Journée 7  | 14/09/18 | 20h00   | Stade brestois 29      | 4 - 1    | GFC Ajaccio            | Roye                   | Charbonnier · Autret                          |
| Journée 8  | 21/09/18 | 20h00   | GFC Ajaccio            | 0 - 1    | AS Nancy-Lorraine      |                        | Maboulou                                      |
| Journée 9  | 28/09/18 | 20h00   | Clermont Foot 63       | 1 - 1    | GFC Ajaccio            | Jobello                | Ogier                                         |
| Journée 10 | 05/10/18 | 20h00   | GFC Ajaccio            | 0 - 2    | US Orléans             |                        | Le Tallec · Tell                              |
| Journée 11 | 22/10/18 | 20h45   | RC Lens                | 5 - 0    | GFC Ajaccio            |                        | Camara (csc) · Gomis · Ambrose · Blayac (csc) |
| Journée 12 | 26/10/18 | 20h00   | GFC Ajaccio            | 0 - 1    | AS Béziers             |                        | Nouri                                         |
| Journée 13 | 02/11/18 | 20h00   | AC Ajaccio             | 1 - 2    | GFC Ajaccio            | Ba · Guidi             | Gimbert                                       |
| Journée 14 | 09/11/18 | 20h00   | GFC Ajaccio            | 2 - 1    | ES Troyes AC           | Roye (pen.) · Blayac   | Touzghar                                      |
| Journée 15 | 26/11/18 | 20h45   | FC Metz                | 1 - 0    | GFC Ajaccio            |                        | Diallo (pen.)                                 |
| Journée 16 | 30/11/18 | 20h00   | GFC Ajaccio            | 0 - 1    | Chamois niortais FC    |                        | Dona Ndoh (pen.)                              |
| Journée 17 | 04/12/18 | 21h00   | FC Sochaux-Montbéliard | 2 - 0    | GFC Ajaccio            |                        | Fuchs · Sané                                  |
| Journée 18 | 14/12/18 | 20h00   | GFC Ajaccio            | 1 - 1    | Le Havre AC            | Kokos                  | Youga                                         |
| Journée 19 | 21/12/18 | 20h30   | LB Châteauroux         | 0 - 1    | GFC Ajaccio            | Roye                   |                                               |
| Journée 20 | 11/01/19 | 20h00   | GFC Ajaccio            | 0 - 4    | AJ Auxerre             |                        | Yattara · Mancini · Oberhauser (csc)          |
| Journée 21 | 18/01/19 | 20h00   | FC Lorient             | 0 - 1    | GFC Ajaccio            | Gomis                  |                                               |
| Journée 22 | 25/01/19 | 20h00   | Grenoble Foot 38       | 1 - 1    | GFC Ajaccio            | Armand                 | Grange                                        |
| Journée 23 | 04/02/19 | 19h00   | GFC Ajaccio            | 0 - 0    | Valenciennes FC        |                        |                                               |
| Journée 24 | 08/02/19 | 20h00   | Red Star FC            | 1 - 1    | GFC Ajaccio            | Armand                 | Abdeldjelil                                   |
| Journée 25 | 15/02/19 | 20h00   | GFC Ajaccio            | 1 - 1    | Stade brestois 29      | Armand                 | Charbonnier                                   |
| Journée 26 | 22/02/19 | 20h00   | AS Nancy-Lorraine      | 3 - 1    | GFC Ajaccio            | Armand                 | Bassi · Vagner Dias                           |
| Journée 27 | 01/03/19 | 20h00   | GFC Ajaccio            | 0 - 3    | Clermont Foot 63       |                        | Ayé · Pereira Lage                            |
| Journée 28 | 08/03/19 | 20h00   | US Orléans             | 2 - 2    | GFC Ajaccio            | Mutombo Kupa · Benkaid | Ndao · Armand                                 |
| Journée 29 | 18/03/19 | 20h45   | GFC Ajaccio            | 1 - 0    | RC Lens                | Armand (pen.)          |                                               |
| Journée 30 | 29/03/19 | 20h00   | AS Béziers             | 0 - 0    | GFC Ajaccio            |                        |                                               |
| Journée 31 | 05/04/19 | 20h00   | GFC Ajaccio            | 1 - 0    | AC Ajaccio             | Armand                 |                                               |
| Journée 32 | 12/04/19 | 20h00   | ES Troyes AC           | 1 - 0    | GFC Ajaccio            |                        | Mbeumo                                        |
| Journée 33 | 19/04/19 | 20h00   | GFC Ajaccio            | 0 - 2    | FC Metz                |                        | Boye · Niane                                  |
| Journée 34 | 23/04/19 | 20h00   | Chamois niortais FC    | 1 - 1    | GFC Ajaccio            | Armand                 | Louiserre                                     |
| Journée 35 | 26/04/19 | 20h00   | GFC Ajaccio            | 0 - 2    | FC Sochaux-Montbéliard |                        | Verdon · Sané                                 |
| Journée 36 | 03/05/19 | 20h00   | Le Havre AC            | 2 - 2    | GFC Ajaccio            | Armand · Marveaux      | Gory                                          |
| Journée 37 | 10/05/19 | 20h45   | GFC Ajaccio            | 1 - 2    | LB Châteauroux         | Gomis                  | Bourillon (pen.) (pen.)                       |
| Journée 38 | 17/05/19 | 20h45   | Paris FC               | 1 - 0    | GFC Ajaccio            |                        | Wamangituka                                   |

#### Classement
| Rang | Équipe                 | Pts | J  | G  | N  | P  | Bp | Bc | Diff | Promotion ou relégation |
| ---- | ---------------------- | --- | -- | -- | -- | -- | -- | -- | ---- | ----------------------- |
| 16   | FC Sochaux-Montbéliard | 41  | 38 | 11 | 8  | 19 | 27 | 43 | −16  |                         |
| 17   | AC Ajaccio             | 40  | 38 | 9  | 13 | 16 | 29 | 45 | −16  |                         |
| 18   | GFC Ajaccio            | 39  | 38 | 9  | 12 | 17 | 30 | 54 | −24  | Barrage de relégation   |
| 19   | AS Béziers P           | 38  | 38 | 9  | 11 | 18 | 33 | 50 | −17  | Relégation en National  |
| 20   | Red Star FC P          | 30  | 38 | 7  | 9  | 22 | 28 | 58 | −30  | Relégation en National  |

### Coupe de France

#### Résultats
| Tour          | Date     | Horaire | Domicile             | Résultat | Extérieur   | Buteurs du GFC Ajaccio | Buteurs adverse       |
| ------------- | -------- | ------- | -------------------- | -------- | ----------- | ---------------------- | --------------------- |
| 7e tour       | 18/11/18 | 14h00   | Auch Football        | 0 - 1    | GFC Ajaccio | Armand                 |                       |
| 8e tour       | 08/12/18 | 15h00   | Stade beaucairois 30 | 0 - 2    | GFC Ajaccio | Perquis · Roye         |                       |
| 32e de finale | 06/01/19 | 17h15   | Noisy-le-Grand FC    | 2 - 1    | GFC Ajaccio | Blayac                 | N'Doye (csc) · Issaad |

### Coupe de la Ligue

#### Résultats
| Tour     | Date     | Horaire | Domicile   | Résultat | Extérieur   | Buteurs du GFC Ajaccio | Buteurs adverse |
| -------- | -------- | ------- | ---------- | -------- | ----------- | ---------------------- | --------------- |
| 1er tour | 14/08/18 | 20h00   | AJ Auxerre | 3 - 1    | GFC Ajaccio | Gomis                  | Mancini · Bizet |